# Batile Alake
Batile hay Batili Alake (mất ngày 10 tháng 8 năm 2013) là một ca sĩ waka nổi tiếng người Nigeria.

## Cuộc sống cá nhân
Batile Alake được sinh ra ở Ijebu Igbo, bang Ogun. Alhaja Batile Alake qua đời năm 2013, khoảng 78 tuổi. Tuổi chính xác của bà không được biết đến.

## Sự nghiệp
Alake đã phổ biến thể loại Yoruba hấp dẫn của Hồi giáo bằng cách chơi tại các buổi hòa nhạc và các bữa tiệc trên khắp Yorubaland, và là ca sĩ waka chuyên nghiệp đầu tiên thu âm một album. Bà hoạt động tích cực nhất trong những năm 1950 và 1960.